# Нинива
Нинива (заст. Ниневија) је била значајан град у Асирији. Лежала је на источној обали реке Тигра у Мосула у данашњем Ираку. Нинива је била град од преко 100.000 становника око 700. п. н. е. Градске зидине су биле дугачке 12 km. Сенахерибова палата је била димензија 210 m са 200 m. У Ниниви је нађена Асурбанипалова библиотека од 22.000 глинених плочица. Разорена је 612. п. н. е.

## Географија
Стара Нинива налазила се на ушћу реке Коср у Тигар. Налазиште је на 730 хектара, а опасана је била 12 километарским зидом од цигле. Цело подручје се налази делом у данашњем Мосулу. Нинива је била значајан трговачки центар. Заузимала је централну позицију на путу од Средоземног мора до Индијског океана.

## Историја
Текстови из хеленистичког периода спомињу Нина, као оснивача Ниниве. Нинива се 1800. п. н. е. спомиње као култно место богиње Иштар. По наређењу краља Митане статуу Иштар су послали фараону Аменхотепу III у 14. веку пре Христа. Нинива је била вазал Митане до средине 14. века п. н. е, а тада ју је заузео асирски краљ. Нема доказа да су асирски краљеви градили у 2. миленијуму пре Христа. Тек су неоасирски владари започели са интензивнијом градњом у Ниниви. Јача градња је од Ашурнасирпала II (владао 883.-859. п. н. е.). Каснији краљеви су поправљали старе и градили нове палате и храмове.
Сенахериб је од Ниниве направио величанствен град око 700. п. н. е. Поставио је нове улице и тргове и изградио је чувену палату без премца, чије су димензије биле 210 са 200 m. Састојала се од 80 соба. У палати су нађене многе таблице Главна врата су имала скулптуре бикова-људи као заштитнике. У то време укупна површина Ниниве била је 7 km², а у град се улазило на 15 великих врата.
Систем од 18 канала служио је за снабдевање Ниниве водом. Ту је живело више од 100.000 људи, па је Нинива била два пута већа од Вавилона.
Око 633. п. н. е. Асирија је почела показивати знакове слабости. Међани су први пут сами напали Ниниву, а онда су је 625. п. н. е. напали заједно са војницима из Вавилона и Сусе. Нинива је пала 612. п. н. е. и била је сравњена са земљом. Људи у граду, који нису могли да побегну до последњих асиријских упоришта били су или масакрирани или депортовани. Приликом ископавања Ниниве нађени су многи несахрањени костури. Асиријско царство је пало, а Медија и Вавилон су поделили провинције међу собом.
Након потпуног разарања 612. п. н. е, Нинива није била настањена све до периода Сасанида. Поново се спомиње у бици код Ниниве 627. између Византије и Сасанидског царства. Након арапског освајања 637., град Мосул је наследио античку Ниниву.

## Археологија
Пре ископавања у 19. веку историјско знање о Асирији је било изузетно мало. Данас је Нинива означена са два велика брежуљка Кујунџик и Наби Јунус и са остацима градских зидина од 12 km. Француски конзул у Мосулу је у 19. веку започео са истраживањем брежуљка на супротној обали Тигриса. Наишли су на краљевску палату Саргона II у Дур-Шарукину (Хорсабаду).
Млади британски истраживач Хенри Лајард је 1847. истраживао рушевине, а 1849. је пронашао изгубљену палату од Сенахериба у Мосулу. Открио је и Асурбанипалову палату и чувену Асурбанипалову библиотеку са 22.000 глинених плочица са клинастим писмом.
Каснији истраживачи су откривали палату за палатом, а огромно благо асирије завршавало је по европским музејима. Нађене су и призме са краљевским аналима Сенахериба, Есархадона и Асурбанипала.

## Градски зидови и врата
Рушевине Ниниве окружене су остацима зида од масивног камена и цигли од блата, а потичу из 700. п. н. е. Зидови су били дуги 12 km. Зид од камена је имао висину од 6 m, а окружен је био зидом од цигала од блата високим 10 m и 15 m широким. На сваких 18 m је била једна кула од камена. Градски зид имао је 15 врата.
Машки врата или у преводу „врата до места за напајање“ вероватно су се користила за напајање стоке на реци Тигрис.
Нергал врата, могуће да су се користила за церемонијалне сврхе и била су једина врата са каменим скулптурама крилатих бикова са људском главом (Ламасу). Врата је открио Лајард у 19. веку, а реконструисана су средином 20. века.
Адад врата, именована по богу Ададу. Реконструкцију су започели Ирачани 1960-их, али нису никад завршили.
Шамаш врата, именована су по богу Сунца Шамашу, а реконструисана су 1960-их.

## Библија
У хебрејској Библији, Нинива се први пут помиње у Постанку 10:11: „Ашур је напустио ту земљу и саградио Ниниву“. Неки савремени енглески преводи тумаче „Ашур“ на хебрејском у овом стиху као земљу „Асирију“, а не као особу, чиме је Нимрод, а не Ашур, оснивач Ниниве. Научници су такође оповргли идеју сер Волтера Ролија да је Нимрод изградио Ниниву и градове у Постанку 10:11–12. Откриће петнаест текстова о јубилејима пронађених међу Свицима са Мртвог мора показало је да, према јеврејским сектама Кумрана, Постање 10:11 потврђује расподелу Ниниве Ашуру. Атрибуцију Ниниве Ашуру такође подржавају грчка Септуагинта, Библија краља Џејмса, Женевска Библија и римски историчар Флавије Јосиф у својим Антиквитетима Јевреја (Antiquities, i, vi, 4).
Нинива је била просперитетна престоница Асирског царства и била је дом краља Сенахериба, краља Асирије, током библијске владавине краља Језекије (יְחִזְקִיָּהוּ) и током живота јудејског пророка Исаије (ישעיה). Као што је забележено у хебрејском спису, Нинива је такође била место где је Сенахериб умро од руке своја два сина, који су потом побегли у вазалну земљу `rrt (Урарту). Књига пророка Наума се готово искључиво бави пророчким оптужбама против Ниниве. Предсказана је њена пропаст и потпуна пустош. Њен крај је био чудан, изненадан и трагичан. Према Библији, то је било Божје дело, његова пресуда о поносу Асирије. У испуњењу пророчанства, Бог је произвео „потпуни крај места“. Постала је „пустош”. Пророк Софонија такође предвиђа њено уништење заједно са падом царства чија је то престоница била. Нинива је исто тако место дешавања у Товитској књизи.
Књига пророка Јоне, смештена у дане Асирског царства, описује га као „изузетно велики град од три дана путовања у ширину“, чија се популација у то време наводи као „више од 120.000“. Постанак 10:11–12 наводи четири града „Нинива, Рехобот, Калах и Ресен“, двосмислено наводећи да је Ресен или Калах „велики град“. Рушевине Кујунџика, Нимруда, Карамлеша и Хорсабада чине четири угла неправилног четвороугла. Рушевине „великог града“ Ниниве, са целом површином обухваћеном паралелограмом који чине линије повучене од једног до другог, генерално се сматра да се састоје од ова четири локалитета. Опис Ниниве у Јони је вероватно била референца на ширу Ниниву, укључујући околне градове Робот, Калах и Ресен. Књига о Јони описује Ниниву као опак град достојан уништења. Бог је послао Јону да проповеда Нинивљанима о њиховом надолазећем уништењу, и они су постили и покајали се због тога. Као резултат тога, Бог је поштедео град; када Јона протестује против тога, Бог каже да показује милост према становништву које не зна разлику између исправног и неправедног („које не може да разликује између своје десне и леве руке“) и милосрђе према животињама у граду.